# Green For All
Green For All est une organisation dont l'objectif déclaré est de construire une économie verte tout en sortant les citoyens de la pauvreté. Il s'agit d'un groupe basé à Washington DC qui rassemble des syndicats et des écologistes pour faire pression en faveur de mesures anti-pauvreté et d'une économie bâtie avec des énergies propres. Green For All a été cofondé par Van Jones, ancien directeur du Ella Baker Center for Human Rights et Majora Carter, ancien directeur de Sustainable South Bronx. L'organisation est officiellement lancée en septembre 2007 lors de la Clinton Global Initiative.

## Histoire
Green For All est cofondé par Van Jones et Majora Carter après qu'ils se sont de plus en plus préoccupés des problèmes de pauvreté et de criminalité, ainsi que du manque d'une infrastructure solide pour les emplois "verts". Plutôt que d'aborder chaque problème séparément, Van Jones décide de combiner les deux dans une vision et un modèle commercial plus unifiés. L'organisation est lancée en septembre 2007 lors de la Clinton Global Initiative, lorsque Van Jones a annoncé l'engagement de Green for All à obtenir un milliard de dollars d'ici 2012 pour créer des "voies vertes de sortie de la pauvreté" pour 250 000 personnes aux États-Unis. Il a ajouté que le Ella Baker Center continuerait à mener une "campagne d'emplois en col vert" au niveau régional et dans tout l'État de Californie.

Un élément majeur pris en compte par le mouvement Green For All est la sécurité de l'emploi :
Vous ne pouvez pas prendre un bâtiment que vous voulez protéger contre les intempéries, le mettre sur un bateau pour la Chine, puis leur demander de le faire et de le renvoyer. Nous allons donc devoir mettre les gens au travail dans ce pays – étanchéifier des millions de bâtiments, installer des panneaux solaires, construire des parcs éoliens. Ces emplois de cols verts peuvent offrir une voie de sortie de la pauvreté à quelqu'un qui n'est pas allé à l'université.
Bien qu'il soit difficile de déterminer ce qui constitue un emploi à col vert, l'American Solar Energy Society a déclaré en 2022 qu'il existe environ 8,5 millions d'emplois aux États-Unis qui impliquent des entreprises respectueuses de l'environnement et des sources d'énergie renouvelables. Ce chiffre pourrait croître de 5 millions dans les 10 prochaines années selon Jérôme Ringo de l'Apollo Alliance.
Green For All et d'autres entreprises d'énergie verte ont reçu une attention accrue de la part de grandes publications telles que le New York Times, USA Today, Business Week et The Nation, indiquant que le potentiel de croissance cité par UPI prend également de l'ampleur dans le secteur public.
Dans une interview sur CNN le 21 avril 2016, quelques heures après la mort du musicien Prince, Van Jones révèle sur CNN que Prince a secrètement contribué au financement de Green for All,.
En janvier 2020, Green for All, ainsi que d'autres organisations environnementales, groupes et individus, exhortent une agence de transport en commun de la région de Boston à passer aux bus électriques et à s'engager à ne déployer que des bus électriques d'ici 2030.